# Oskar Sailer
Oskar Sailer (* 16. Mai 1913 in Bietigheim, Württemberg; † 4. August 1997 in Ravensburg) war Landrat des Landkreises Ravensburg.

## Leben
Oskar Sailer war der Sohn eines Eisenbahnoberwerkmeisters. Er besuchte die Elementarschule Ludwigsburg und anschließend die humanistischen Gymnasien in Ludwigsburg und Ravensburg. 1931 bis 1936 studierte er Philosophie, katholische Theologie sowie Rechts- und Staatswissenschaften in Tübingen, München und Bonn. 1941 legte er sein Assessorexamen ab.
Sailer war zwischen 1941 und 1947 Gerichtsreferendar, Gerichtsassessor, Landgerichtsrat und Richter in Ravensburg und Ludwigsburg, unterbrochen durch Kriegsdienst und amerikanische Gefangenschaft. Er wurde in Nachfolge von Hermann Bendel 1947 Landrat des Landkreises Ravensburg; 1978 folgte ihm Guntram Blaser. Seit 1949 gehörte er dem Staatsgerichtshof für das Land Württemberg-Hohenzollern an. Sailer war unter anderem Aufsichtsratsvorsitzender der Energie-Versorgung Schwaben und Mitglied des Arbeitsausschusses der Gesellschaft Oberschwaben.
Sailer engagierte sich für zahlreiche Sozialprojekte im Heiligen Land. 1976 wurde er von Kardinal-Großmeister Maximilien Kardinal de Fuerstenberg zum Ritter des Ritterordens vom Heiligen Grab zu Jerusalem ernannt und am 4. Dezember 1976 durch Franz Hengsbach, Großprior der deutschen Statthalterei, investiert. Er war zuletzt Offizier des Päpstlichen Laienordens.
Oskar Sailer war verheiratet mit der Religionspädagogin Rosa Sailer-Feifel; aus der Ehe gingen zwei Kinder hervor.

## Schriften
- Oskar Sailer (Hrsg.): Der Kreis Ravensburg. Theiss, Stuttgart 1976, ISBN 3-8062-0145-5